# سليم موسى
سليم موسى هو المفتي العام السابق لألبانيا.